# Terino
Terino, detto Terino di Buthrotum (Butrinto, ... – III secolo), è venerato come martire.
Terino fu massacrato nel III secolo durante un'ondata di persecuzione anticristiana, probabilmente al tempo dell'imperatore romano Decio. La sua festa si celebra il 23 aprile.